# École de Francfort

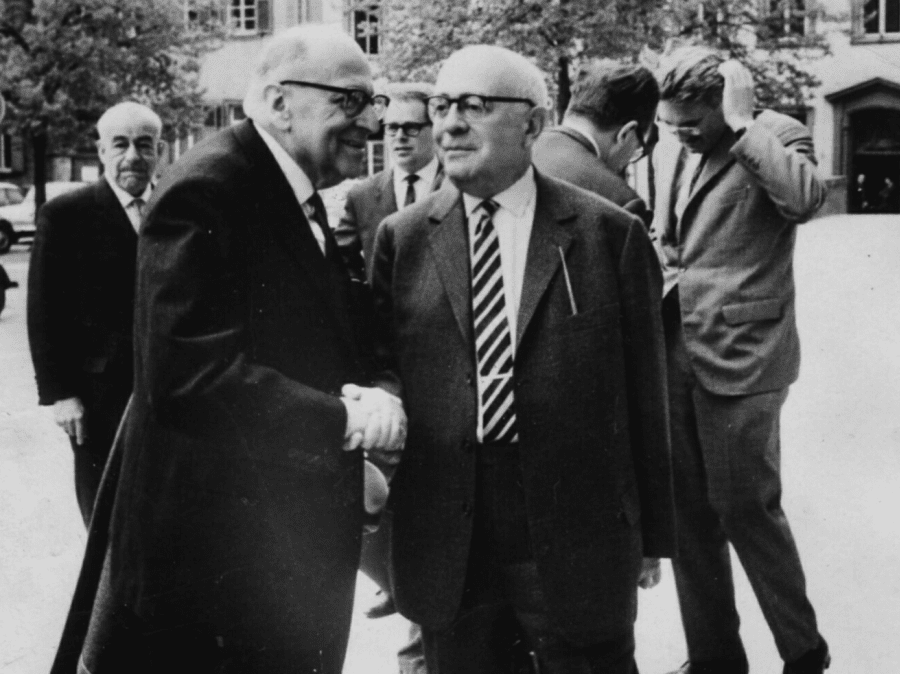
Max Horkheimer (au premier plan, à gauche), Theodor Adorno (au premier plan, à droite), et Jürgen Habermas en arrière-plan, à droite, en 1964 à Heidelberg.

L'École de Francfort (en allemand : Frankfurter Schule) est le nom donné, à partir des années 1950, à un groupe d'intellectuels allemands réunis autour de l'Institut de recherche sociale fondé à Francfort-sur-le-Main en 1923, et par extension à un courant de pensée issu de celui-ci, souvent considéré comme fondateur ou paradigmatique de la philosophie sociale ou de la théorie critique. Il retient en effet du marxisme et de l'idéal d'émancipation des Lumières l'idée principale que la philosophie doit être utilisée comme critique sociale du capitalisme et non comme justification et légitimation de l'ordre existant, critique qui doit servir à faire avancer la transformation.
Parmi ses premiers membres, on compte Max Horkheimer (1895-1973), qui fut le directeur de l'Institut à partir de 1930, son collègue Theodor W. Adorno (1903-1969), avec qui il écrira après-guerre La Dialectique de la raison, qui porte une critique de la société de consommation, Erich Fromm (1900-1980), considéré comme l'un des fondateurs du freudo-marxisme, et qui mêla psychanalyse et sociologie quantitative, Walter Benjamin (1892-1940), écartelé entre ses influences messianiques hébraïques et un marxisme inspiré de Lukács (1895-1971), ou encore le juriste, davantage social-démocrate, Franz Neumann (1900-1954). Dans son projet général des années 1930, qui voit la montée en force des fascismes, l'Institut de recherche sociale s'emploie à favoriser la collaboration interdisciplinaire, et à mêler philosophie et sciences sociales dans une optique critique, qui se veut détachée tant du « marxisme orthodoxe », incarné par le léninisme, l'URSS et la Troisième Internationale, que du « marxisme révisionniste », c'est-à-dire social-démocrate, de Bernstein (1850-1932).
L'arrivée d'Hitler au pouvoir contraint l'Institut à fermer ses portes, et ses membres, dispersés, à l'exil. Une partie d'entre eux, notamment Horkheimer, Adorno et Marcuse (1898-1979) iront aux États-Unis, où ils rouvriront l'Institut à New York. En 1950, l'Institut rouvrira ses portes à Francfort. C'est cette période qui verra les premiers écrits célèbres sur la société de consommation, tels que La Dialectique de la Raison (1944/47), d'Adorno et Horkheimer, ou Éros et civilisation (1955) de Marcuse. En 1958, après une série d'allers-retours entre l'Europe et les États-Unis, Adorno prend la succession d'Horkheimer à la tête de l'Institut.
Les années 1950-1960 voient s'ouvrir une nouvelle phase de l'École de Francfort, tant en raison du nouveau contexte international (Guerre froide puis Détente et « Coexistence pacifique »), que de la venue d'une nouvelle génération de penseurs, dont Habermas, qui après s'être éloigné de l'Institut à l'époque de L'espace public : archéologie de la publicité comme dimension constitutive de la société bourgeoise (1962), reviendra y donner des cours au milieu des années 1960, période lors de laquelle il écrira Connaissance et intérêt (1968). L'un de ses élèves, Axel Honneth, célèbre pour sa théorie de la reconnaissance, est aujourd'hui l'actuel directeur de l'Institut.

## Définition
L'appellation « École de Francfort » apparaît au cours des années 1950. D’une part, comme toute étiquette, et à l'instar, par exemple, du structuralisme, elle pose question : à la suite de l'exil induit par le nazisme, certaines de ses figures principales se sont installées hors de l'espace géographique allemand. Marcuse et E. Fromm s'inscrivent ainsi davantage dans le cadre universitaire américain. Cette dissémination se prolonge sur le plan intellectuel. Outre le marxisme et le dialogue avec des figures et des courants importants d'Europe centrale, de Freud à Max Weber, en passant par le néo-kantisme et l'idéalisme allemand, Husserl, Heidegger, Carl Schmitt ou encore le « positivisme logique » du cercle de Vienne, l'« École » se constitue de multiples emprunts et influences internationales, qu'il s'agisse du pragmatisme américain ou du structuralisme.
D'autre part, elle prétend s'appliquer rétroactivement à la fondation même de l'Institut de recherche sociale. Elle englobe ainsi les travaux et publications d'Adorno, Horkheimer, Benjamin, et ceux de Kracauer (1889-1966) — il fut l'un des professeurs d'Adorno — des années 1920 et 1930. On ne peut non plus identifier l'École, en tant que courant de pensée, à l'Institut : des figures centrales, telles Benjamin ou Kracauer, s'y sont associées sans jamais en être officiellement membres.
Or ce corpus théorique antérieur à la guerre a beaucoup contribué à définir l'identité de l'École de Francfort. Il a même motivé certaines prétentions à un retour à une « tradition originelle », qui aurait été trahie ou discontinuée par la suite.
Pour Jean-Marc Durand-Gasselin (L'École de Francfort, 2012), plus que d'une École, il convient ainsi de parler d'un projet commun. Ses grandes lignes auraient été fixées par Horkheimer au début des années 1930. Cherchant initialement à répondre à la crise politique et épistémologique du marxisme, il comprendrait quatre traits principaux :
1. Le principe d'une théorie critique, élaborée par contraste à une théorie traditionnelle. Inspirées de la dialectique marxiste, les analyses développées doivent être capables d'un retour réflexif sur elles-mêmes. L'« objectivité », concept critiqué à travers l'influence considérable d'Histoire et conscience de classe (1923) de Lukács, découle ainsi d'une conscience de sa propre trajectoire historique et individuelle[3] ;
2. L'inscription dans un champ interdisciplinaire. Fréquemment rattachée à la sociologie, l'École s'en émancipe assez largement en débordant sur d'autres disciplines, qu'il s'agisse de l'analyse littéraire chez Benjamin ou de ses thèses célèbres sur la photographie, de la musicologie chez Adorno, ou de la psychanalyse chez Fromm. L'un des axes du projet de l'Institut, dans les années 1930, et qui constituera l'une des tendances de l'École, consiste à concilier philosophie et sciences sociales dans le cadre de recherches collectives, en tentant ainsi d'écarter la figure du penseur solitaire[4]. Cela a conduit à des études sociologiques innovantes, dont celle de Georg Rusche et d'Otto Kirchheimer sur les liens entre le système carcéral et le marché du travail (Peine et structure sociale (en), 1939), ou encore, plus tard, l'étude d'Habermas sur l'espace public, laquelle constitue l'archétype d'un projet épistémologique qui s'appuie sur de nombreuses ressources empiriques et théoriques provenant des sciences humaines et sociales[5] ;
3. Une capacité à définir son propre ancrage contextuel et à ré-interpréter le projet fondateur en fonction du contexte présent, conformément au projet tant du marxisme que de la science moderne[6] ;
4. Le rejet d'un dogme au profit d'une constellation de postures distinctes. L'acceptation, voire la promotion, de cette diversité a entraîné certains malentendus. L'apparente discontinuité entre Adorno, Habermas et Honneth a souvent été interprétée comme autant de ruptures. Ces divers positionnements théoriques, dus tant à des différences de sensibilité et d'analyse sociale qu'à des contextes politico-historiques divergents, cohabitent en fait au sein d'un même projet, qui précisément fait place à cette pluralité intellectuelle et à ce nécessaire renouvellement en fonction de la conjoncture[7].

En somme, selon Durand-Gasselin (2012), « il faut donc accepter d'utiliser ces mots, « École de Francfort », mais avec un peu de la prudence du nominaliste, en sachant qu'ils sont commodes, mais risquent d'induire ce contre quoi nous voulons ici lutter : l'étiquetage, qui englobe et neutralise, et l'identité trop réduite et trop forte, qui ouvre la porte aux querelles en légitimité ».

## Émergence (1923-1933)
La notion d'École de Francfort émerge progressivement au cours de la décennie 1920. Plusieurs trajectoires intellectuelles convergent sous la pression d'un cadre historique et idéologique commun.

### Un contexte: la crise du marxisme allemand
Au début des années 1920, le marxisme allemand connaît le paroxysme d'une crise durable, qui se traduit concrètement par une importante émulation conceptuelle : « Le marxisme allemand des années 1920 n'a rien d'un monolithe. Il est plutôt une constellation intellectuelle extrêmement riche, à la fois mouvante et antagoniste ». Les racines de cette crise sont anciennes. On situe conventionnellement son point de départ trente ans plus tôt, aux alentours de l'année 1895.
Le décès de Friedrich Engels remet en cause l'unité philosophique et politique du marxisme. Son successeur naturel, Karl Kautsky, ne parvient pas à imposer une autorité comparable. Son influence est limitée au Parti social-démocrate d'Allemagne. Faute d'une figure centrale, le marxisme se pluralise. On assiste à la naissance de diverses variantes géographiques et idéologiques qui revendiquent potentiellement une égale légitimité.
C'est également au cours de l'année 1895 que Eduard Bernstein commence à se détacher du marxisme orthodoxe qu'il a lui-même contribué à créer. En 1891, il avait rédigé avec Kautsky le programme d'Erfurt, qui amarrait définitivement le SPD au marxisme. Mais exilé depuis 1889 en Angleterre, Bernstein est sensible aux évolutions récentes du système capitaliste et de la classe ouvrière dans ce pays. De 1892 à 1895, l'Allemagne connaît un décollage économique sans précédent, associé aux réformes de Bismarck posant les jalons de l'État-Providence allemand. Considérant les progrès en Allemagne et les améliorations sensibles de la condition ouvrière anglaise, il évolue progressivement vers un « révisionnisme ».
Bernstein remet alors en cause l'optique révolutionnaire du mouvement ouvrier. Selon lui, en tant que science, le marxisme doit se soumettre à l'impératif de criticabilité. Les déductions du Capital ne sont valides que pour la période 1850-1880. Les évolutions socio-économiques récentes impliquent une réactualisation du corpus doctrinal. Il n'est plus possible, dès lors, de prétendre que la révolution est imminente. Le renversement de la bourgeoisie par le prolétariat ne peut pas être le résultat d'une prise de pouvoir violente, mais d'une évolution graduelle et progressive, suscitée d'une part par l'amélioration des conditions de vie et d'autre part par la pression émancipatrice des syndicats et des partis socialistes. Cette position sera critiquée, de façon nuancée, par Engels, qui en 1891 explique que si, d'un côté, la classe ouvrière ne peut « arriver à la domination que dans le cadre d'une république démocratique », laquelle sera la « forme spécifique de la dictature du prolétariat », l'interdiction d'émettre dans le programme même du SPD la revendication de la République « prouve combien formidable est l'illusion qu'on pourra, par une voie bonnement pacifique, y organiser la République ».
Synthétisées en 1899 dans Préconditions du socialisme, les positions de Bernstein deviennent populaires. Néanmoins, il ne parvient pas à convaincre le SPD. C'est qu'il remet en cause toute la stratégie électorale du parti, qui a su s'imposer auprès de la classe ouvrière en affirmant l'imminence d'une révolution sociale. Passer de la thématique de la révolution à celle de l'évolution risque de démobiliser l'électorat. Kautsky et Bebel multiplient par conséquent les critiques à l'égard de Bernstein. Les attaques les plus importantes viendront d'une nouvelle génération de théoriciens, les Jungen, qui profitent de cette querelle réformiste pour s'affirmer idéologiquement de la théorie de Bernstein. Celui-ci pense Marx dans le cadre du néo-kantisme, alors dominant à l'Université. Ce faisant, il soumet le marxisme à une exigence de vérifiabilité qui ne va pas de soi. Bernstein méconnaît en effet le pouvoir méta-empirique de la dialectique hégélienne, qui permet de s'émanciper de son propre contexte social et des a priori qu'il induit. Il reste prisonnier des conceptions ponctuelles de son temps. En prétendant dater Marx, il admet sa propre datation. La crise économique de 1907 et la Course aux armements paraissent d'ailleurs contredire cette perspective d'une évolution graduelle et optimiste des sociétés humaines.
Le déclenchement de la Première Guerre mondiale contribue à accentuer ces tensions intellectuelles. La frange radicale du SPD refuse de voter les crédits de guerre, et amorce ainsi une scission définitive. L'opposition Bernstein-Luxemburg s'incarne désormais concrètement dans le jeu politique. Désormais acquis à l'optique bernsteinienne, le SPD achève ainsi de se convertir à l'optique parlementariste. De leur côté, les radicaux fondent le Parti communiste d'Allemagne (KPD). À la suite de l'échec de la révolution allemande de 1918-1919 et de l'assassinat de ses principaux fondateurs (Luxemburg et Karl Liebknecht), le parti se soumet aux conditions d'adhésion de la IIIe Internationale (ou Komintern). Au début de la République de Weimar, la social-démocratie paraît condamnée à errer entre deux choix qui sont aussi deux impasses : celui de l'engagement politique dogmatique, qui méconnaît la réalité des orientations économiques immédiates, celui du compromis pragmatique, qui entraîne l'abandon progressif d'une vision émancipatrice à long terme. L'un des enjeux principaux du débat intellectuel d'après-guerre consiste à dépasser cette dichotomie fondamentale, en proposant de nouvelles alternatives.
Au début des années 1920, sous les influences multiples de la chute de l'Empire allemand et de la défaite de la révolution spartakiste ou d'autres mouvements similaires (notamment la République des conseils de Hongrie à laquelle participa Lukacs), de l'émergence du communisme d'un côté, et de la social-démocratie de l'autre, le marxisme allemand connaît ainsi le paroxysme d'une crise durable.

### La tentative inaugurale de Lukács
Georg Lukács, ministre de Bela Kun lors de la République des conseils de Hongrie, est l'un des premiers à explorer une tierce voie. Publié en 1923, Histoire et conscience de classe influencera considérablement les fondateurs de l'École de Francfort. En retournant à Hegel, il propose une réflexion politique sur la conjoncture actuelle : il prend acte de l'échec de la vague révolutionnaire, qui a fait suite à la Première Guerre mondiale, tout en se refusant à soutenir le révisionnisme social-démocrate de Bernstein. Cette analyse des événements récents le conduit à repenser Marx et à critiquer le « marxisme scientifique », qui court le risque, selon lui, de la dogmatisation en URSS, mais aussi à critiquer la « science bourgeoise », incapable de prendre en compte ses présupposés idéologiques (le terme « science » est à prendre au sens large, dans un contexte plus large d'interrogations sur ce qui constitue le propre des sciences sociales alors naissantes, et marqué, particulièrement en Allemagne, par les réflexions de Dilthey sur les sciences de la Nature et les « sciences de l'Esprit »).
Cela le conduit à certaines innovations fondamentales, en déplaçant l'optique théorique de la sphère de production vers la sphère de circulation. En s'inspirant des brefs passages du Capital sur le fétichisme de la marchandise et sur les autres écrits de Marx sur l'aliénation, il propose le concept de « réification » (ou chosification, du latin res, « chose ») comme le phénomène fondamental du capitalisme moderne. Il interprète le phénomène d'industrialisation et de division du travail, symbolisé par le taylorisme et le fordisme émergeant, comme réduction de la pensée et de la vie à de simples procédés calculatoires. Sous les effets de la division du travail, l'individu se soumet à un impératif instrumental qui annihile sa conscience et la conscience de ce qu'il fait. Parallèlement, les objets du quotidien perdent leur signification. Leur valeur d'usage est définitivement supplantée par leur valeur d'échange : ils ne constituent plus que des abstractions symboliques, détachées de toute incarnation concrète. Ce faisant, Lukács ouvre la voie à une tendance majeure de l'École de Francfort, la critique de la technique.
Par ailleurs, si l'ouvrage de Lukács s'inscrit explicitement dans la tradition hégélienne, y compris par son écriture difficile et l'usage dialectique des concepts, il est novateur en ce qu'il prend en compte le développement récent de la sociologie. Ainsi, dans son analyse de la réification, il s'inspire ouvertement de l’œuvre du sociologue « bourgeois » (i.e. non-marxiste) Simmel, la Philosophie de l'argent. Il s'inspire également des théories fondamentales de Max Weber sur la rationalisation, la bureaucratisation et le « désenchantement du monde ». Ce dialogue croisé entre Marx et les grandes figures de la sociologie non-marxiste constituera l'un des traits distinctifs des travaux menés par l'École de Francfort.

### La naissance de l'Institut de recherche sociale
Dans le cadre universitaire plutôt conservateur de l'Allemagne du début du XXe siècle, la ville de Francfort constitue un bastion libéral et socialisant. Elle est d'emblée appelée à peser dans le vif débat intellectuel sur la réactualisation et l'avenir du marxisme.
L'institut de la recherche sociale constitue le prolongement officiel de toute une série de rencontres et de discussions informelles menées depuis le début des années 1920. Héritier d'une riche famille locale, Félix Weill organise régulièrement des semaines de travail marxiste dans un petit hôtel d’Illmenau en Thuringe. Georg Lukacs y assiste ponctuellement. Ces réunions contribuent à mettre en liaison plusieurs intellectuels progressistes, issus de la grande bourgeoisie et favorables à un marxisme non dogmatique. Fils d'un riche industriel, Max Horkheimer possède ainsi un profil très similaire à Félix Weill.

### Polarisations et influences réciproques: la naissance d'un champ intellectuel
En France, l'influence de l'École de Francfort est forte et durable. Par exemple, Edgar Morin et Roland Barthes ouvrent en 1963 la revue Communication aux thèses d'Adorno en publiant, sous le titre "L'industrie culturelle", le texte de ses conférences à l'Université radiophonique internationale. E. Morin lui-même fera de multiples références aux travaux de l'École, même s'il indique à de nombreuses reprises n'en pas partager  la radicalité. Par ailleurs, des chercheurs comme Marc Jimenez et Laurent Assoun ont relayé et largement vulgarisé les thèses des fondateurs. Par ailleurs, plusieurs tenants de la Théorie des industries culturelles se réclament explicitement de leur filiation par rapport à la Théorie critique et à l'économie politique de la communication. C'est le cas du groupe réuni autour de Bernard Miègeou, plus récemment de Pierre Mœglin. Enfin, on lira une intéressante discussion de ces thèses chez Armand et Michèle Mattelart.

### Le programme de Max Horkheimer (1931-1933)
En 1931, Marx Horkheimer est à la direction de l'Institut avec comme objectif de « renouveler l'analyse marxiste de la société, en y intégrant en particulier, les apports de la psychologie et de la psychanalyse ».

### Principaux membres de l'École de Francfort

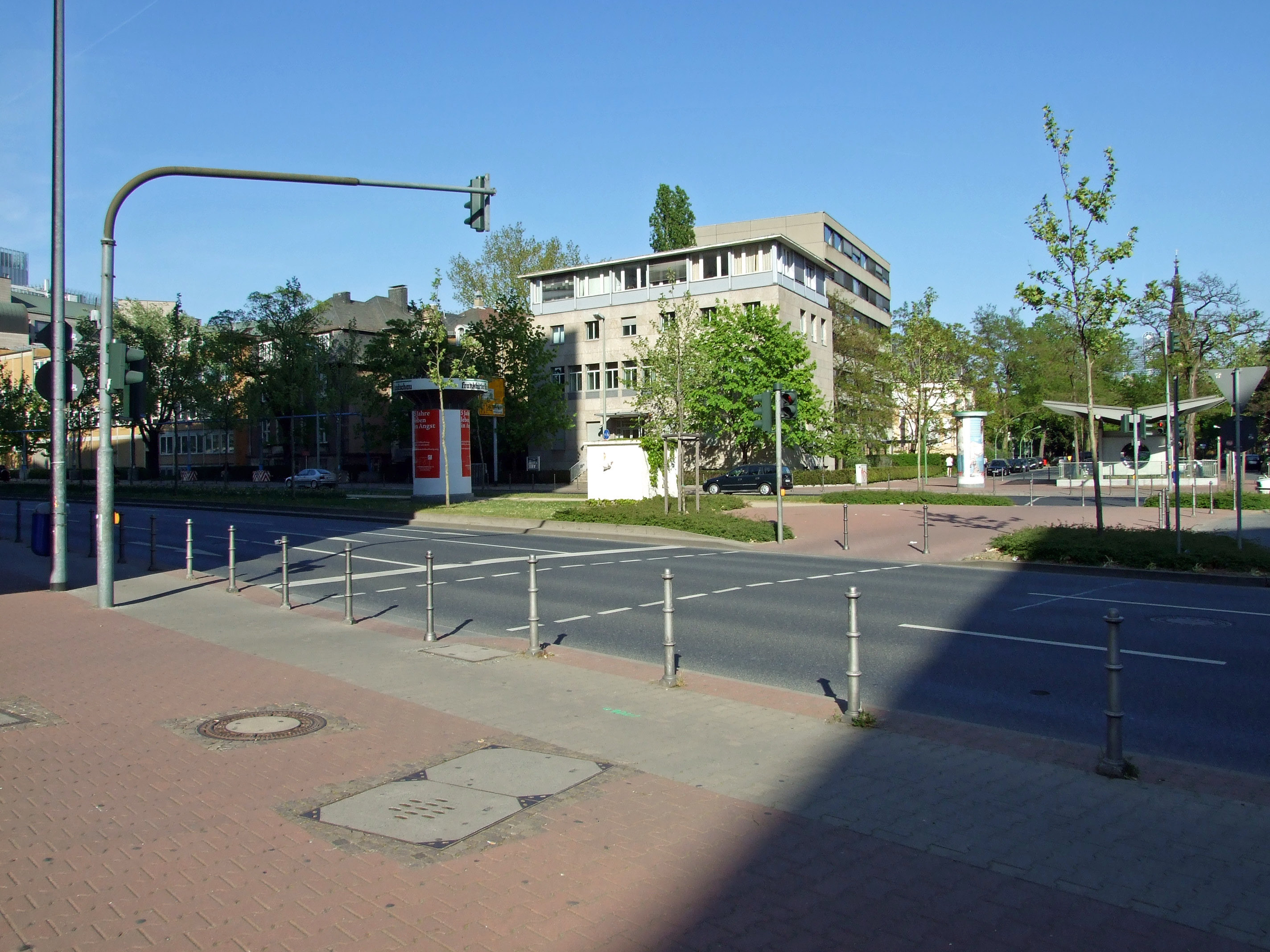
Institut de recherche sociale à Francfort

- Theodor W. Adorno (1903-1969)
- Walter Benjamin (1892-1940)
- Franz Borkenau (1900-1957)
- Ernst Bloch (1885-1977)
- Erich Fromm (1900-1980)
- Henryk Grossmann (1881-1950)
- Carl Grünberg (1861-1940)
- Jürgen Habermas (1929-)
- Axel Honneth (1949-)
- Max Horkheimer (1895-1973)
- Otto Kirchheimer (1905-1965)
- Siegfried Kracauer (1889-1966)
- Leo Löwenthal (1900-1993)
- Kurt Mandelbaum (de) (1904-1995)
- Herbert Marcuse (1898-1979)
- Paul Massing (en) (1902-1979)
- Gerhard Meyer
- Oskar Negt (1934-2024)
- Claus Offe (1940-)
- Franz Leopold Neumann (1900-1954)
- Friedrich Pollock (1894-1970)
- Alfred Sohn-Rethel (1899-1990)
- Alfred Schmidt (1931-2012)
- Albrecht Wellmer (de) (1933-2018)
- Karl August Wittfogel (1896-1988)
- Günther Anders (1902-1992)
- Hartmut Rosa (1965-)

### Générations
1. : Carl Grünberg (1861-1940), Max Horkheimer (1895-1973), Herbert Marcuse (1898-1979), Theodor W. Adorno (1903-1969), Otto Kirchheimer (1905-1965), Walter Benjamin, Erich Fromm, Leo Löwenthal, Franz Neumann, Friedrich Pollock, Felix Weil, (Henryk Grossmann, Karl A. Wittfogel)
2. : Jürgen Habermas (1929-), Alexander Kluge, (Ludwig von Friedeburg), Kurt Lenk, Alfred Lorenzer, Oskar Negt, Jürgen Ritsert, Alfred Schmidt, Hermann Schweppenhäuser, Rolf Tiedemann, Albrecht Wellmer, Regina Becker-Schmidt,
3. : Axel Honneth (1949-), Peter Bürger, Oskar Negt, Helmut Dubiel, Claus Offe, Alfons Söllner, Hauke Brunkhorst, Detlev Claussen, W. Martin Lüdke, Christoph Menke, et de nombreux anglophones, dont Nancy Fraser (1947-)...
4. : Hartmut Rosa (1965-), Rainer Forst

### Textes des membres l'école de Francfort
- Walter Benjamin, « Théories du fascisme allemand : À propos du collectif Guerre et Guerriers édité par Ernst Jünger » (écrit en 1930), Lignes, no 13,‎ janvier 1991, p. 57-81 (lire en ligne)
- Erich Fromm, « Tâche et méthode d'une psychologie sociale analytique » (écrit en 1932), L'Homme et le Société, no 11,‎ 1969, p. 19-35 (lire en ligne)
- Walter Benjamin, « Sur l'École de Francfort » (écrit en 1937), Cités, no 11,‎ mars 2002, p. 147-155 (lire en ligne)
- Max Horkheimer, « La fonction sociale de la philosophie » (écrit en 1940), Tumultes, nos 17-18,‎ 2001/2 – 2002/1, p. 341-361 (lire en ligne)
- Theodor W. Adorno, « Du rapport entre la théorie et l'empirie en sociologie » (écrit en 1957), L'Homme et la Société, no 13,‎ 1969, p. 127-133 (lire en ligne)
- Jürgen Habermas, « Réflexions sur le concept de participation politique » (écrit en 1961), Archives de philosophie, no 82,‎ janvier 2019, p. 11-64 (lire en ligne)
- Herbert Marcuse, « Dynamismes de la société industrielle », Annales, vol. 18, no 5,‎ 1963, p. 906-932 (lire en ligne)
- Theodor W. Adorno, « L'industrie culturelle », Communications, no 3,‎ 1964, p. 12-18 (lire en ligne)
- Herbert Marcuse, « Marxisme et liberté » (écrit en 1964), L'Homme et la société, no 19,‎ 1971, p. 3-8 (lire en ligne)
- Jürgen Habermas, « La souveraineté populaire comme procédure : Un concept normatif d'espace public », Lignes, no 7,‎ mars 1989, p. 29-58 (lire en ligne)
- Jürgen Habermas, « "L'espace public", 30 ans après », Quaderni, no 18,‎ 1992, p. 161-191 (lire en ligne)
- Axel Honneth, « La théorie de la reconnaissance: une esquisse », Revue du MAUSS, no 23,‎ janvier 2004, p. 133-136 (lire en ligne)
- Axel Honneth, « Visibilité et invisibilité. Sur l'épistémologie de la "reconnaissance" », Revue du MAUSS, no 23,‎ janvier 2004, p. 137-151 (lire en ligne)
- Axel Honneth, Lucinda Taylor-Callier, Céline Ehrwein et Thorsten Fath, « Héritage et renouvellement de la Théorie critique », Cités, no 26,‎ avril 2006, p. 125-158 (lire en ligne)
- Hartmut Rosa, « Politique, histoire et vitesse du changement social : Vers une théorie critique de l’accélération sociale », Le Genre humain, no 49,‎ janvier 2010, p. 105-113 (lire en ligne)
- Hartmut Rosa, « La compétition comme mode d’interaction : La société concurrentielle et ses conséquences sur la culture et sur les structures sociales », Sociologie [En ligne], vol. 10, no 3,‎ 17 mai 2021 (lire en ligne)

### Francophone

#### Articles
- Olivier Revault d'Allonnes, Roger Dadoun, Marc Jimenez et Gerhard Hohn, « La raison en question : Premier débat sur l'École de Francfort », Raison présente, no 36,‎ 1975, p. 41-55 (lire en ligne)
- Pierre Besses, « Le radicalisme philosophique américain et l’école de Francfort (1933-1974) », Revue Française d'Études Américaines, no 16,‎ 1983, p. 55-74 (lire en ligne)
- Raymond A. Morrow, « La Théorie critique de l’École de Francfort : implications pour une sociologie de la littérature », Études françaises, vol. 19, no 3,‎ 1983, p. 35-49 (DOI https://doi.org/10.7202/036801ar, lire en ligne)
- Alexander Neumann, « Conscience de casse : La sociologie critique de l'École de Francfort », Variations, la Quatrième Génération,‎ 2009 (lire en ligne [PDF])
- Katia Genel, « École de Francfort et freudo-marxisme : sur la pluralité des articulations entre psychanalyse et théorie de la société », Actuel Marx, no 59,‎ janvier 2016, p. 10-25 (lire en ligne)

#### Revues
- Philippe Soulez (éd.), « Actualité des philosophes de l'École de Francfort », L'Homme et la Société, nos 69-70,‎ juillet 1983 (lire en ligne)
- Miguel Abensour et Géraldine Muhlmann dir., « L’École de Francfort : la Théorie Critique entre philosophie et sociologie », Tumultes, nos 17-18,‎ 2001/2 – 2002/1 (lire en ligne)
- Paul Zawadzki (éd.), « L' "École de Francfort" aujourd'hui », Quaderni, no 49,‎ hiver 2002-2003 (lire en ligne)
- Jan Spurk (éd.), « Théorie critique : Héritages hérétiques », Variations : Revue internationale de théorie critique, no 6,‎ 2005 (lire en ligne [PDF])

#### Ouvrages
- Jean-Marie Vincent, Fétichisme et société, Paris, Anthropos, 1973
- Jean-Marie Vincent, La Théorie critique de l'École de Francfort, Paris, Galilée, 1976
- Martin Jay (préf. Max Horkheimer, postface M. Abensour), L'imagination dialectique : L'École de Francfort 1923-1950, Paris, Payot, coll. « Critique de la politique » (no 15), 1989 (1re éd. 1977)
- Rolf Wiggershaus, L'École de Francfort : Histoire, développement, signification, Paris, PUF, coll. « Philosophie d'aujourd'hui », 1993
- Yves Cusset et Stéphane Haber, Le vocabulaire de l’École de Francfort, Paris, Ellipses, 2001
- Alain Blanc et Jean-Marie Vincent (dir.), La postérité de l'École de Francfort, Paris, Syllepse, coll. « Explorations et découvertes en terres humaines », 2004 (ISBN 2-84797-076-2)
- Oskar Negt, L'espace public oppositionnel, Paris, Payot & Rivages, coll. « Critique de la politique » (no 69), 2007
- Moishe Postone, Temps, travail et domination sociale : Une réinterprétation de la théorie critique de Marx, Paris, Mille et une nuits, 2009 (1re éd. 1993)
- Jean-Marc Durand-Gasselin, L'École de Francfort, Paris, Gallimard, 2012, 568 p. (ISBN 978-2-07-043703-0).
- Paul-Laurent Assoun, L'École de Francfort (Nouvelle éd.), Paris, PUF, coll. « Quadrige », 2016

### En langue allemande
- Stefan Breuer, Horkheimer oder Adorno: Differenzen im Paradigmakern der kritischen Theorie, dans Leviathan, 13 (3), 357-376, 1985.
- Helmut Dubiel, Kritische Theorie der Gesellschaft. Eine einführende Rekonstruktion von den Anfängen im Horkheimer-Kreis bis Habermas, Juventa, Weinheim und München, 2001.  (ISBN 3-7799-0386-5)
- Martin Jay, Dialektische Phantasie. Die Geschichte der Frankfurter Schule und des Instituts für Sozialforschung 1923 - 1950, Fischer, Frankfurt am Main, 1976.  (ISBN 3-10-037101-1)
- Willem van Reijen, Philosophie als Kritik. Einführung in die Kritische Theorie, 1984.  (ISBN 3-7610-1514-3)
- Alfred Sohn-Rethel, Stefan Breuer, Bodo von Greiff, Differenzen im Paradigmakern der Kritischen Theorie, Teil II, dans Leviathan, 14 (2), 308-320, 1986.
- Rolf Wiggershaus, Die Frankfurter Schule. Geschichte - Theoretische Entwicklung - Politische Bedeutung, 1986.  (ISBN 3-423-30174-0)

### Autres références
- Alois Schumacher, La social-démocratie allemande et la IIIe République : Le regard de la revue Die Neue Zeit, Paris, CNRS Editions, 1998
- (en) Manfred Steger, The Quest for Evolutionary Socialism : Eduard Bernstein and Social Democracy, Cambridge, Cambridge University Press, 1997
- (en) Axel van den Berg, The Immanent Utopia : From Marxism on the State to the State of Marxism, New Brunswick, Transaction Publishers, 2003
- Erich Mathias, « Idéologie et pratique : le faux débat Bernstein-Kautsky », Annales. Économie, Société, Civilisations, no 1,‎ 1964, p. 19-30 (lire en ligne)
- (en) Archie Brown, The Rise and Fall of Communism, Harper Collins, 2011